# Zbitka wyrazowa
Zbitka wyrazowa, zbitka słowna, skrzyżowanie wyrazów, portmanteau – słowo lub wyrażenie będące połączeniem dwóch lub więcej słów albo wyrażeń, zazwyczaj o pokrewnym znaczeniu. Połączenie słów lub wyrażeń pochodzących z różnych języków nazywa się hybrydą (słowną, wyrazową, słowotwórczą).
Przykładami słów będących zbitkami są rzeczownik „smog” (połączenie dwóch angielskich wyrazów smoke, czyli dym, i fog, czyli mgła) oraz przymiotnik „pstrokaty” (połączenie słów „pstry” i „srokaty”); zbitkami hybrydowymi są „ciucholand” i „ekożywność”. Przykłady wyrażeń zbitkowych to „cisza i spokój” oraz „prawo i porządek”; hybrydami są „być na topie” i „być OK”. Wiele znaków firmowych, jak również nazwy samych przedsiębiorstw i organizacji, to zbitki wyrazowe.
Lewis Carroll stosował takie zbitki w swoich wierszach, aby osiągnąć efekt komiczny, szczególnie w Jabberwocky. Także George Orwell w Roku 1984 często je wykorzystywał w celu oddania absurdalności opisywanych stosunków społecznych (myślozbrodnia, nowomowa).
Słowa portmanteau w omawianym tutaj znaczeniu (pierwotne to „kufer podróżny”) po raz pierwszy użył Lewis Carroll w książce Po drugiej stronie lustra. W Polsce jednym z „pionierów” w tym względzie był Stanisław Ignacy Witkiewicz: jego pseudonim Witkacy to zbitka początku nazwiska i połowy drugiego imienia.
Opisany przez Stanisława Lema język mieszkańców planety Eden zawiera zbitki słowne: gniewiść, antyśmierć, biosocjozwarcie.

## Przykłady słów stanowiących zbitki wyrazowe
- burkini
- Bollywood
- brunch
- gerrymandering
- glokalizacja
- grywalizacja
- herbata
- legrys
- Movember
- netykieta
- pracoholik